# Phalacropsylla paradisea
Phalacropsylla paradisea är en loppart som beskrevs av Rothschild 1915. Phalacropsylla paradisea ingår i släktet Phalacropsylla och familjen mullvadsloppor. Inga underarter finns listade i Catalogue of Life.